# Анджело Массимино (стадион)
«Анжело Массимино» (Stadio Angelo Massimino) — многофункциональный стадион в итальянском городе Катания (о. Сицилия), используемый преимущественно для проведения футбольных матчей. Стадион Анжело Массимино является домашней ареной ФК Катания. С 1976 по 1979 годы на стадионе базировалась женская футбольная команда Йолли Компонибили Катаиния (Jolly Componibili Catania), которая в 1978 году выиграла в женской Итальянской Серии А. Стадион был построен в 1937 году и имел первоначальное название Чибалия (Cibalia), по названию окрестностей в Катанезе.

## История
Стадион был открыт 27 ноября 1937 года по случаю проведения матча в Серии C между клубами Катания и Фоджа, в котором хозяева одержали победу с минимальным счётом (1:0). Архитектором стадиона был Раффаэле Леоне. В 1941 году стадион посвятили итальянскому военному и политическому деятелю Итало Бальбо, но с падением фашизма в Италии его имя перестало ассоциироваться со стадионом. С 2002 года стадион получил имя Анджело Массимино — президента футбольного клуба Катания, которым он руководил на протяжении более чем 25 лет, с 1969 года до своей кончины в 1996 году. Во время его пребывания на посту президента сицилийский клуб несколько раз добивался права принимать участие в элитном дивизионе Италии.
С 1960-х годов, после повторного попадания клуба Катания в Серию A, её руководство стремиться создать проект нового стадиона в районе Пантано д’Арси (Pantano d’ARCI). Основной причиной, побудившей руководство клуба на разработку идей по созданию нового стадиона, явилась многофункциональность стадиона, и в частности его использование для легкоатлетических соревнований: инфраструктура на стадионе, предназначенная для лёгкой атлетики, мешает видимости с трибун. В 2002 году местный футбольный журнал Катании добавил ещё 20 причин, в связи с которыми необходимо сооружение нового стадиона. В 2007 году после дерби Катания — Палермо, на стадионе произошёл инцидент при столкновении фанатов с полицией, приведший к гибели инспектора Филиппо Рачити.

## Использование
После реконструкции, проводившейся с 1991 по 1997 годы, на стадионе проводились два матча международного характера. В 1998 году состоялась товарищеская встреча между Италией и Словакией, а в 2002 году между сборными Италии и США.
Также стадион использовался для проведения некоторых соревнований на летней Универсиаде 1997 и на Международных Военных Играх 2003.
Стадион имеет травяное покрытие, 8 легкоатлетических дорожек, а также площади для игры в баскетбол и в волейбол (ранее на стадионе готовились местные мужской (Паолетти Катания — Paoletti Catania) и женский (Алидеа Катания — Alidea Catania) волейбольные клубы). На стадионе есть пресс-бокс и VIP-трибуна. Владелец стадиона — COMUNE DI Catania.

## Вместимость
После реконструкции стадиона его вместимость значительно сократилась, хотя данные о количестве зрителей, которых он способен принять, в различных источниках расходятся. В 1960-е годы на стадионе регистрировали до 35000 болельщиков. На сегодняшний день данные о вместимости колеблются от 21000 до 27000 зрителей. Согласно информации ФК Катания стадион в скором будущем сможет принимать до 30000 — 40000 болельщиков. По официальным данным вместимость стадиона на сегодняшний день составляет 23420 человек.
С 2000 по 2006 годы максимальное зарегистрированное количество зрителей составило 23200 человек (14 сентября 2002 года на матче между ФК Катания и Генуя, закончившегося счётом 3-2 в пользу хозяев) и 21327 человек (28 мая 2006 года на встрече ФК Катания против Альбинолеффе (Albinoleffe), исходом которого стал счёт 2 −1).

## Международные Товарищеские матчи
- Италия — Словакия 3-0 (28 января 1998)
- Италия — США 1-0 (13 февраля 2002)